# François Marie Monjaret de Kerjégu
Pour les autres membres de la famille, voir Famille Monjaret de Kergégu.
François Marie Jacques Monjaret de Kerjégu est un homme politique français, né le 1er mars 1809 à Moncontour (Côtes-du-Nord, actuellement Côtes d'Armor) et mort à Paris le 12 février 1882. Élu député à la fin du Second Empire et au début de la IIIe République, puis sénateur, il devient président du conseil général du Finistère.

## Biographie
Fils de François Félix Monjaret de Kerjégu, député de 1824 à 1830, il est le frère de Louis Monjaret de Kerjégu, député du Finistère, de l'amiral Jules de Monjaret de Kerjegu, député et sénateur du Finistère et le père de James Marie Antoine Monjaret de Kerjégu, député du Finistère. 
Il commence sa vie active en 1830 dans le négoce à Brest et dirige jusqu'en 1872 une maison de commission (négoce pour autrui et achats en gros). Il préside plusieurs années le tribunal de commerce et la chambre de commerce locaux et exerce la fonction de consul honoraire de Belgique.
Il entre dans la gestion de l'immense exploitation agricole acquise par son père François Félix Monjaret de Kerjégu à Saint-Goazec (Finistère) et en hérite en 1863. À ce titre, il est président de comice agricole de Scaër.
En 1843, il est élu conseiller général du Finistère pour le canton de Scaër et réélu régulièrement jusqu'en 1880.
En mai 1869, il est élu, au premier tour, député pour la 3e circonscription du Finistère au Corps législatif, dont l'existence s'achève au début de la guerre de 1870. Il est étiqueté comme monarchiste libéral votant avec le Tiers-Parti d'Émile Ollivier qui tient le rôle d'opposant principal au gouvernement. Comme la majorité, il vote contre la proposition de Jules Favre le 15 juillet 1870 demandant à lire les dépêches du gouvernement prussien, ce qui indique qu'il approuve la déclaration de guerre.
Après l'instauration de la IIIe République en septembre 1870 et à la suite des élections de février 1871, François Marie de Kerjégu est élu député dans la liste du Finistère à l'Assemblée nationale qui siège à Bordeaux, puis à Versailles et, enfin, Paris. Il approuve les préliminaires de paix en mars 1871, l'octroi à Patrice de Mac-Mahon la fonction  de président de la République pour 7 ans, mais s'oppose en janvier 1875 à la confirmation de la République par l'amendement Wallon, ainsi qu'aux autres projets de lois constitutionnelles. Il approuve, cependant, la loi sur la liberté sur la liberté de l'enseignement supérieur le 12 juillet 1875.
Il se présente en 1876 au Sénat où il est élu et siège jusqu'à son décès. Il y prit place à droite et vota la dissolution de la Chambre demandée par le ministère de Broglie le 23 juin 1877. Il combattit la loi sur l'enseignement, et la politique coloniale du gouvernement. Il sera remplacé par l'amiral Hippolyte Halna du Fretay.
La même année, il accède à la fonction de président du conseil général du Finistère qu'il exerce jusqu'en 1880. 

### L'agriculteur modernisateur
Sur l'immense exploitation agricole de Kervoazec et Guernévez, à Saint-Goazec, il établit avec son frère, Louis de Kerjégu, une ferme-école que son fils, James de Kerjégu, fera transformer en école d'agriculture. Sur le domaine restant sera édifié le château de Trévarez à partir de 1893.

### Source
- « François Marie Monjaret de Kerjégu », dans Adolphe Robert et Gaston Cougny, Dictionnaire des parlementaires français, Edgar Bourloton, 1889-1891 [détail de l’édition]